# Katharina Wagner
Katharina Friederike Wagner (21 de maio 1978 em Bayreuth) Alemanha, É diretora do Teatro de Ópera de Bayreuth em conjunto com a sua meia-irmã Eva Wagner-Pasquier – Encenadora-diretor artístico e diretor do Festival de Bayreuth. Ela é filha de Wolfgang Wagner, bisneta de Richard Wagner e trineta de Franz Liszt.

## Vida
Encenou Fliegende Der Holländer em Würzburg e Lohengrin, em Budapeste. 
A sua estreia na direção ao Festival de Bayreuth, com uma encenação da ópera Die Meistersinger von Nurnberg em julho de 2007, foi polémica.
Em 1 de Setembro de 2008 foram nomeadas, Katharina e a sua meia-irmã Eva Wagner-Pasquier como  novos diretores do Festival de Bayreuth, sucedendo a seu pai Wolfgang. Depois de uma grande controvérsia familiar. Elas foram escolhidos em detrimento de seus primos, Nike Wagner, e Gérard Mortier.

## Menção Honrosa
- 2007 Mitglied im Kuratorium des Bayreuther Osterfestival; Goldener Prometheus (Journalistenpreis)

## Produções
- Richard Wagner: Der fliegende Holländer. Würzburg (Mainfranken Theater Würzburg) 2002
- Richard Wagner: Lohengrin. Budapest (Oper (Budapest)Staatsoper / Erkel-Theater) 2004
- Albert Lortzing: Der Waffenschmied. München (Staatstheater am Gärtnerplatz) 2005
- Giacomo Puccini: Il trittico. Berlin (Deutsche Oper Berlin) 2006
- Richard Wagner: Die Meistersinger von Nürnberg, Festival de Bayreuth 2007
- Richard Wagner: Rienzi. Theater Bremen 2008